# ぼんくら
『ぼんくら』は、宮部みゆきによる日本の小説。『小説現代』1996年3月号から2000年1月号まで計18回掲載されたものを加筆・訂正したうえで刊行された。その後、『日暮らし』『おまえさん』とシリーズで発表されている。

## 書誌情報
単行本、文庫本ともに講談社から発売されている。
ぼんくら
単行本：2000年4月20日発売、ISBN 4-06-210088-6
文庫本：2004年4月15日発売、上 ISBN 4-06-274751-0、下 ISBN 4-06-274752-9
日暮らし
単行本：2004年12月22日発売、上 ISBN 4-06-212736-9、下 ISBN 4-06-212737-7
文庫本：2008年11月14日発売、上 ISBN 978-4-06-276203-8、中 ISBN 978-4-06-276204-5、下 ISBN 978-4-06-276205-2
文庫本 新装版：2011年9月15日発売、上 ISBN 978-4-06-277048-4、下 ISBN 978-4-06-277049-1
おまえさん
単行本：2011年9月22日発売、上 ISBN 978-4-06-217252-3、下 ISBN 978-4-06-217253-0
文庫本：2011年9月22日発売、上 ISBN 978-4-06-277072-9、下 ISBN 978-4-06-277073-6

## ラジオドラマ
『ぼんくら』『日暮らし』の2作を原作としたラジオドラマが「宮部みゆき ラジオドラマシリーズ『ぼんくら・日暮らし』」として制作され、ABCラジオ（朝日放送）で2005年10月9日から2006年3月にかけて放送された。江戸の下町を舞台にしたミステリー劇。

### 放送スケジュール
- 「ぼんくら」2005年10月 - 12月、全12回
- 「日暮らし」2006年1月 - 3月、全12回

### 出演者
- 井筒平四郎：中村橋之助
- 奥方：原田知世
- 弓之助：高山みなみ
- おでこの三太郎：神木隆之介
- 久兵衛：地井武男
- お徳：渡辺えり子
- 政五郎親分：永島敏行
- 佐吉：中村俊介
- 総一郎：中村勘太郎
- おふじ：檀れい
- 葵：吉田日出子
- お六：かわいもりえ
- 春香：東ちづる
- 杢太郎：桜井敏治
- おとよ：長谷部瞳
- 新一：西村朋紘
- 黒豆 : 佐々木蔵之介
- 仁平 : 坂東彌十郎
- 湊屋総右衛門 : 草刈正雄

### 主題歌
- 河口恭吾「風と落ち葉の季節に」（ワーナーミュージック・ジャパン）

### ネット情報
ニッポン放送を始めとしたNRN15局にネット配信。

#### 同時刻ネット放送
- ABCラジオ（制作局）
- STVラジオ
- 東北放送
- ニッポン放送[注 1]
- 山梨放送
- 山陰放送
- 東海ラジオ放送
- 中国放送
- 九州朝日放送

#### 時差ネット放送
- 放送当日の日曜日 21:25-21:55：新潟放送
- 放送当日の日曜日 21:30-22:00：山形放送、長崎放送
- 放送当日の日曜日 22:00-22:30：大分放送
- 火曜日 21:00-21:30：信越放送
- 1週遅れの日曜日 18:30-19:00：ラジオ福島

#### その他
- 番組のあらすじがポッドキャスティングでも聴取可能。
- これをきっかけに2009年3月末までの4年間毎年ナイターオフの日曜21:00よりABCラジオキー局の連続ラジオドラマシリーズが放送されていた。（詳細はABCラジオ制作 ナイターオフ日曜夜9時枠の連続ラジオドラマを参照。）しかし、2009年の10月から予定されていた連続ラジオドラマシリーズは2008年に朝日放送の新局舎移転に伴う費用の問題等の余波で放送を取りやめてネット各局ごとにこの時間（日曜21時）枠は番組編成を判断することとなった（ABCラジオでは「たぶん晴れます!?清水です」が放送されている）。

## テレビドラマ
2014年10月からNHK「木曜時代劇」で連続テレビドラマ化された。主演は2003年に放送されたNHK時代劇『またも辞めたか亭主殿〜幕末の名奉行・小栗上野介〜』以来11年ぶりとなる岸谷五朗。
2015年10月22日から『ぼんくら2』として2004年に刊行された小説『日暮らし』のエピソードが描かれる続編が放送された。

### キャスト

#### レギュラー
- 井筒平四郎：岸谷五朗[3][4]
- 井筒志乃：奥貫薫
- 佐吉：風間俊介[5]
- 弓之助：加部亜門
- 小平次：植本潤
- 友兵衛：秋野太作
- 久兵衛：志賀廣太郎
- おでこ：高村竜馬
- 長助：森遥野（第1シリーズ 3話 - ）
- 房吉：渡邉紘平（第1シリーズ 2話 - ）
- 葵：佐藤江梨子（第1シリーズ 5話 - ）→小西真奈美（第2シリーズ）[6]
- おふじ：遊井亮子（第1シリーズ 5話 - ）
- 政五郎：大杉漣（第1シリーズ 3話 - ）
- 湊屋総右衛門：鶴見辰吾（第1シリーズ 4話 - ）
- お徳：松坂慶子[7]

#### 準レギュラー（鉄瓶長屋ほか・第1シリーズ）
- おえん：鮎川まゆ美
- おしま：草村礼子
- お絹：真由子
- 権吉：越村公一
- お律：清水くるみ
- 富平：福本清三
- お露：勝野雅奈恵
- 太助：西村匡生
- 加吉：岸部一徳（1話）
- 正次郎：柴田善行（1話）
- 仁平：六平直政（2話 - ）
- 卯兵衛：小倉一郎（3話）
- おくめ：須藤理彩（3話 - ）
- 善次郎：徳井優（3話）
- 辻井英之介：音尾琢真（4話 - ）
- 清次：西尾塁（4話 - ）
- 幸庵：鶴田忍（5話）
- みすず：山田朝華（6話 - ）
- 相馬登：東根作寿英（8話 - ）

#### 準レギュラー（幸兵衛長屋ほか・第2シリーズ）
- 幸兵衛：島田順司
- おしま：阪上和子
- おさき：松田沙紀
- お六：西尾まり
- 八助：螢雪次朗
- お恵：村川絵梨
- 晴香：黒川智花
- 彦一：合田雅吏（第2話 ‐ ）
- お紺：山崎千恵子（第3話 ‐ ）
- 孫八：なだぎ武（第3話 ‐ ）
- 子盗り鬼：谷口高史（第3話 ‐ ）
- 湊屋宗一郎：屋良朝幸（第4話 ‐ ）
- お春の母：坪井木の実（第7話）
- 佐伯錠之介：嶋田久作

### スタッフ
- 原作 - 宮部みゆき『ぼんくら』
- 脚本 - 尾西兼一、稲葉一広（5話）
- 音楽 - 沢田完
- 語り - 寺田農
- 演出 - 吉川一義、酒井信行、真鍋斎[8]
- 制作統括 - 白石統一郎（C.A.L）、真鍋斎（NHKエンタープライズ）、原林麻奈（NHKドラマ制作部）
- 制作 - NHKエンタープライズ

### 放送日程

#### ぼんくら
| 話数   | 放送日   | サブタイトル     | 原作              | 脚本     | 演出     | 視聴率 |
| ------ | -------- | ---------------- | ----------------- | -------- | -------- | ------ |
| 第一話 | 10月16日 | 忍びよる影       | 殺し屋            | 尾西兼一 | 吉川一義 | 6.5%   |
| 第二話 | 10月23日 | 烏を連れた差配人 | 博打うち          | 尾西兼一 | 吉川一義 |        |
| 第三話 | 10月30日 | やってきた迷い子 | 通い番頭 ひさぐ女 | 尾西兼一 | 酒井信行 |        |
| 第四話 | 11月06日 | 消えゆく隣人     | 拝む男 長い影     | 尾西兼一 | 酒井信行 |        |
| 第五話 | 11月13日 | 恨みを持つ者     | 長い影            | 稲葉一広 | 吉川一義 |        |
| 第六話 | 11月20日 | 過去から迫る闇   | 長い影            | 尾西兼一 | 吉川一義 |        |
| 第七話 | 11月27日 | 仕組まれた出奔   | 長い影            | 尾西兼一 | 真鍋斎   |        |
| 第八話 | 12月04日 | 飛べ！官九郎     | 長い影            | 尾西兼一 | 真鍋斎   |        |
| 第九話 | 12月11日 | 土の中で眠る女   | 長い影            | 尾西兼一 | 吉川一義 |        |
| 最終話 | 12月18日 | さよなら鉄瓶長屋 | 長い影 幽霊       | 尾西兼一 | 吉川一義 |        |

#### ぼんくら2
| 話数   | 放送日   | サブタイトル   | 原作                    | 演出     | 視聴率 |
| ------ | -------- | -------------- | ----------------------- | -------- | ------ |
| 第一話 | 10月22日 | 哀しき再会     | なけなし三昧 日暮らし   | 吉川一義 | 7.8%   |
| 第二話 | 10月29日 | 信じる心       | 日暮らし                | 吉川一義 |        |
| 第三話 | 11月05日 | 鬼の棲む家     | 日暮らし                | 酒井信行 |        |
| 第四話 | 11月12日 | 穏やかなる死体 | 日暮らし                | 真鍋斎   |        |
| 第五話 | 11月19日 | 新たなる容疑者 | 日暮らし                | 真鍋斎   |        |
| 第六話 | 11月26日 | ただよう香り   | 日暮らし                | 吉川一義 |        |
| 最終話 | 12月03日 | 鬼の正体       | 日暮らし 鬼は外、福は内 | 吉川一義 |        |